# Erschwil
Erschwil é uma comuna da Suíça, situada no distrito de Thierstein, no cantão de Soleura. Tem 7,48 km² de área e sua população em 2018 foi estimada em 925 habitantes.